# Alessio Doglione
Alessio Doglione (Novara, 10 gennaio 1967) è un montatore italiano.

## Biografia
Laureatosi in Storia del cinema all'Università di Bologna nel 1991 si è poi diplomato al Centro sperimentale di cinematografia di Roma nel 1993 in montaggio cinematografico. Ha al suo attivo collaborazioni con registi quali Marco Pontecorvo, Giulio Manfredonia, Paolo Franchi.

## Filmografia

### Cinema
- Tre minuti a mezzanotte, regia di Monica Vullo (1995)
- Il tuffatore, regia di Stefano Tummolini (1997)
- L'ospite, regia di Alessandro Colizzi (1998)
- Siamo troppo sazi, regia di Stefano Missio (1998)
- Non con un bang, regia di Mariano Lamberti (1999)
- Giorni dispari, regia di Dominick Tambasco (2000)
- Faccia di Picasso, regia di Massimo Ceccherini (2000)
- Sole, regia di Mariangela Barbanente (2000)
- Streghe verso nord, regia di Giovanni Veronesi (2001)
- Amorestremo, regia di Maria Martinelli (2001)
- Nati stanchi, regia di Dominick Tambasco (2001)
- Capo Nord, regia di Carlo Luglio (2003)
- La mia vita a stelle e strisce, regia di Massimo Ceccherini (2003)
- Ore 2: calma piatta, regia di Marco Pontecorvo (2003)
- La spettatrice, regia di Paolo Franchi (2004)
- Fino a farti male, regia di Alessandro Colizzi (2004)
- Naufraghi, regia di Federica Pontremoli (2004)
- Nel mio amore, regia di Susanna Tamaro (2004)
- Tartarughe sul dorso. regia di Stefano Pasetto (2004)
- Tutto in quella notte, regia di Franco Bertini (2004)
- La terza stella, regia di Alberto Ferrari (2005)
- Tutti all'attacco, regia di Lorenzo Vignolo (2005)
- ...e se domani, regia di Giovanni La Parola (2005)
- Antonio guerriero di Dio (Anthony Warrior of God), regia di Antonello Belluco (2006)
- Baciami piccina, regia di Roberto Cimpanelli (2006)
- Nessuna qualità agli eroi, regia di Paolo Franchi (2007)
- Pa-ra-da, regia di Marco Pontecorvo (2008)
- Il richiamo, regia di Stefano Pasetto (2009)
- 20 sigarette, regia di Aureliano Amadei (2010)
- Sharm el Sheikh - Un'estate indimenticabile, regia di Ugo Fabrizio Giordani (2010)
- Faccio un salto all'Avana, regia di Dario Baldi (2011)
- E la chiamano estate, regia di Paolo Franchi (2012)
- Bianca come il latte, rossa come il sangue, regia di Giacomo Campiotti (2013)
- La mossa del pinguino, regia di Claudio Amendola (2013)
- La brutta copia, regia di Massimo Ceccherini (2013)
- La madre, regia di Angelo Maresca (2014)
- Ti sposo ma non troppo, regia di Gabriele Pignotta (2014)
- Fratelli unici, regia di Alessio Maria Federici (2014)
- Tempo instabile con probabili schiarite, regia di Marco Pontecorvo (2015)
- La stoffa dei sogni, regia di Gianfranco Cabiddu (2016)
- Senza lasciare traccia, regia di Gianclaudio Cappai (2016)
- Dove non ho mai abitato, regia di Paolo Franchi (2017)
- Fatima, regia di Marco Pontecorvo (2020)
- La notte più lunga dell'anno, regia di Simone Aleandri (2022)
- Il mio nome è vendetta, regia di Cosimo Gomez (2022)
- Hotspot - Amore senza rete, regia di Giulio Manfredonia (2023)
- Zamora, regia di Neri Marcorè (2024)
- Criature, regia di Cécile Allegra (2024)
- Per il mio bene, regia di Mimmo Verdesca (2024)

### Televisione
- Le due facce dell'amore, regia di Maurizio Simonetti e Monica Vullo, (2010)
- A fari spenti nella notte, regia di Anna Negri, (2012)
- Maria di Nazaret, regia di Giacomo Campiotti - miniserie TV (2012)
- Le mille e una notte - Aladino e Sherazade (One Thousands and One Nights), regia di Marco Pontecorvo, (2012)
- Ragion di Stato, regia di Marco Pontecorvo, (2015)
- C'era una volta Studio Uno, regia di Riccardo Donna, (2017)
- La strada di casa, regia di Riccardo Donna - serie TV (2017-2019)
- Rocco Schiavone 2, regia di Giulio Manfredonia - serie TV (2018)
- Doc - Nelle tue mani - serie TV (2020)
- Buongiorno, mamma!, regia di Giulio Manfredonia - serie TV (2021)
- Blanca – serie TV (2021-in corso)
- Non mi lasciare, regia di Ciro Visco - serie TV (2022)
- A muso duro - Campioni di vita, regia di Marco Pontecorvo – film TV (2022)
- Odio il Natale, regia di Davide Mardegan e Clemente De Muro - serie Netflix (2022)
- Fosca Innocenti - seconda stagione, regia di Giulio Manfredonia - serie TV (2023)
- La stoccata vincente, regia di Nicola Campiotti – film TV (2023)
- Per Elisa - Il caso Claps, regia di Marco Pontecorvo - miniserie TV (2023)

## Riconoscimenti e premi

### David di Donatello
- 2011 - Miglior montatore per 20 sigarette
- 2017 - candidatura a Miglior montatore per La stoffa dei sogni